# Maronina australiensis
Maronina australiensis är en lavart som beskrevs av Hafellner & R. W. Rogers. Maronina australiensis ingår i släktet Maronina och familjen Lecanoraceae.   Inga underarter finns listade i Catalogue of Life.